# Laura Lichtblau

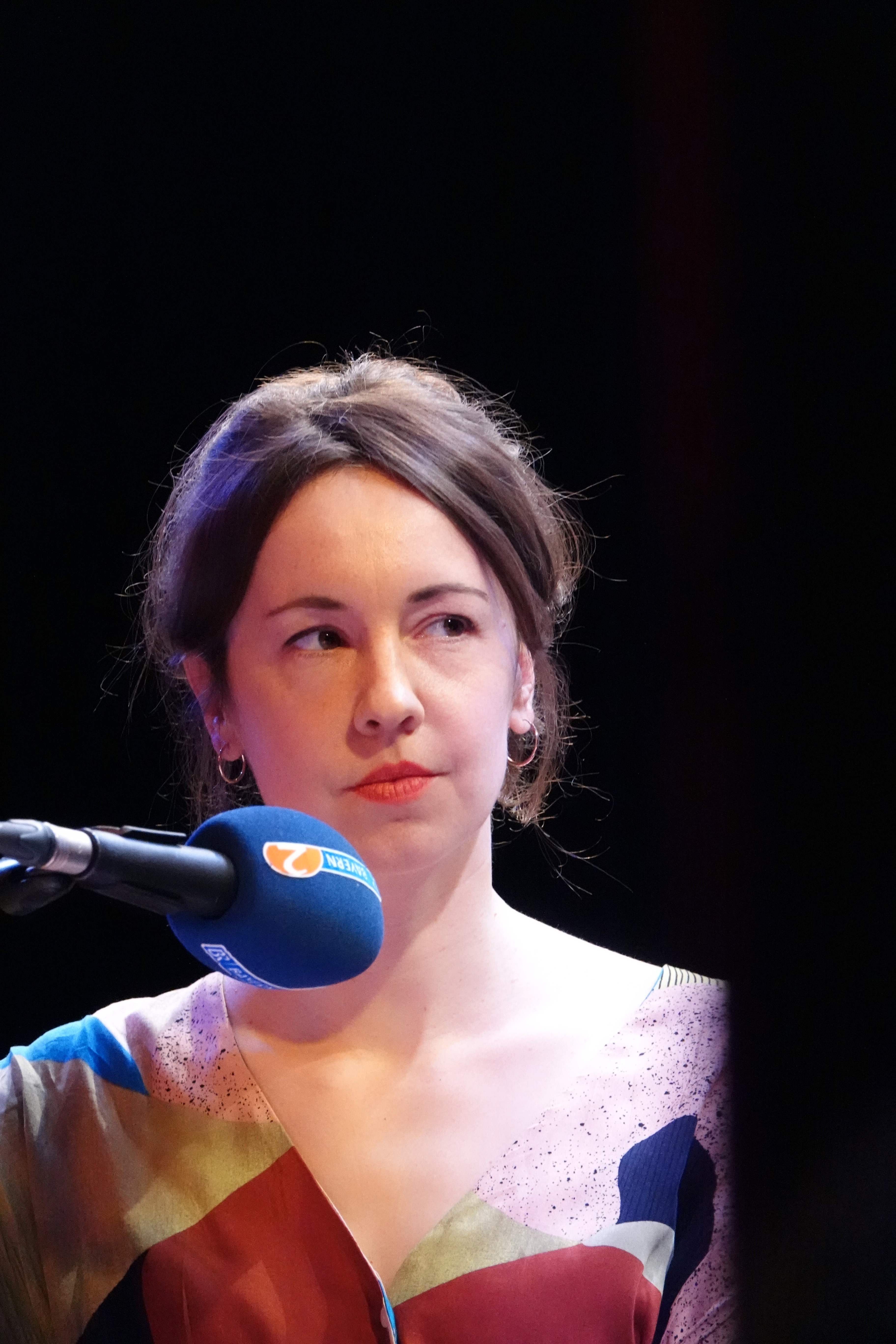
Laura Lichtblau (2024)

Laura Jo Lichtblau (* 19. Dezember 1985 in München) ist eine deutsche Schriftstellerin und Übersetzerin. Sie lebt in Berlin.

## Leben
Nach dem Abitur studierte sie in Hildesheim und Leipzig Literarisches Schreiben. Sie arbeitet als freie Schriftstellerin und Übersetzerin in Berlin.

## Werk
Nach Veröffentlichungen in Zeitschriften und Anthologien debütierte Lichtblau 2017 mit dem Kinderbuch Kamilla. Große Aufregung in Meisenhüttenstadt. Die Erzählfigur ist ein heranwachsendes Chamäleon. Während der Corona-Pandemie erschien 2020 der Roman Schwarzpulver, eine ins Berlin der nahen Zukunft projizierte Dystopie.
Im Jahr 2024 folgte der Roman Sund. Die Erzählerin beschreibt sich als Urenkelin des „Vaters der Kriegsversehrten“ Max Lange (1899–1975), eines Münchner Orthopäden, den sie nicht persönlich kannte, und der in ihrer Familienüberlieferung als guter Mensch galt. Eher zufällig erfährt sie während eines Dänemark-Urlaubs von eugenischen Werken, die er verfasst hat. Sie recherchiert in gedruckten, ungedruckten und online zugänglichen Quellen, die im Anhang (S. 135–137) aufgelistet sind. Ein weiteres Thema des Romans ist die ihr unvertraute dänische Sprache und daraus resultierende Reflexionen über empfundene Gemeinsamkeiten oder Unterschiede zwischen beiden Sprachen.
In ihrer Rezension für die Frankfurter Allgemeine Zeitung geht Rose-Marie Gropp davon aus, dass die Icherzählerin mit der Autorin identisch ist, wenn es um das Verwandtschaftsverhältnis zu Max Lange geht: „Für mehr als 30 Seiten unterbricht Laura Lichtblau ihre Story, es folgt der Bericht einer Archivrecherche, die den Tätigkeiten ihres Urgroßvaters Max Lange im Nationalsozialismus gewidmet ist.“

## Werke
- Chikki, indisches Getränk. In: Overath & Koch (Hrsg.): Tafelrunde. Schriftsteller kochen für ihre Freunde. Rezepte und Geschichten. München: Luchterhand, 2012, Seiten 212–221.
- zusammen mit Christian Wischnewski (Illustrator): Kamilla. Große Aufregung in Meisenhüttenstadt. Würzburg: Arena, 2017.
- Schwarzpulver. Roman. München: Beck, 2020.
- Sund. Roman. München: Beck, 2024.